# 정일당 강씨 묘
정일당 강씨 묘는 대한민국 경기도 성남시 수정구 금토동에 있다. 1986년 3월 4일 성남시의 향토문화재 제1호로 지정되었다.

## 개요
조선 후기 여류문인인 정일당 강씨의 묘로서  청계산 기슭에 남향하여 있는 원형의 봉분은 기다란 용미와 활개를 갖추고 있으며 크기는 높이 130cm, 동서 직경 250cm이다. 분묘는 남편 윤광연과 합장되어 있다. 묘비도 없이 전해오던 것을 성남시에서 1986년 향토유적 제1호로 지정하고, 2000년 2월 파평윤씨 문중의 협조를 받아 사당과 묘지를 재조성하였다.

## 같이 보기
- 강정일당